# Bad Signal: The Series
Bad Signal: The Series (Originaltitel: Susah Sinyal The Series) ist eine indonesische Miniserie, basierend auf dem Film Susah Sinyal von Ernest Prakasa aus dem Jahr 2017. In Indonesien fand die Premiere der Miniserie am 29. Oktober 2021 als Hotstar Original auf Disney+ Hotstar statt. Im deutschsprachigen Raum erfolgte die Erstveröffentlichung der Serie am 5. April 2023 durch Disney+ via Star als Original.

## Handlung
Maya wird von ihrer Schwester Lala gebeten, für drei Monate die Leitung des Hotels Latamia in Anyer zu übernehmen, während ihre Schwester und ihr Schwager Thomas im Auslandsurlaub sind. Tante Maya, wie sie auch genannt wird, nimmt ihre treuen und zuverlässigen Mitarbeiter Yos und Melki von der Insel Sumba mit nach Anyer. Das moderne Hotel stellt die beiden jedoch vor große Herausforderungen. Zuvor arbeiteten sie in einem umweltfreundlichen und technikarmen Hotel auf Sumba, und die neue Landschaft mit ihren kulturellen Normen stellt für die beiden ebenfalls eine große Umstellung dar. Maya soll jedoch nicht nur vorübergehend das Hotel leiten, sondern wurde auch damit betraut, innerhalb dieser drei Monate einen neuen Manager für das Hotel zu finden. Davon haben auch die drei langjährigen und ranghöheren Angestellten Oci, Sudung und Randi Wind bekommen, die nun gegeneinander um Mayas Gunst buhlen, um den lukrativen Posten zu bekommen. So ist es nicht verwunderlich, dass seit Mayas Ankunft im Hotel einiges drunter und drüber läuft. Oci, Sudung und Randi arbeiten mehr gegeneinander als miteinander, was ihnen selbst und allen anderen zum Nachteil wird. Yos und Melki haben große Schwierigkeiten, sich an die neuen Gegebenheiten anzupassen, weil das Hotel Latamia in Anyer im krassen Gegensatz zu ihrer früheren Arbeitsumgebung in Sumba steht. Und all diese Probleme und mehr führen schließlich dazu, dass das Hotel zunehmend in Schieflage gerät. Wird es Maya trotz aller Widrigkeiten gelingen, das Ruder herumzureißen und alles zu einem guten Ende zu führen?

## Besetzung und Synchronisation
Die deutschsprachige Synchronisation entstand unter der Dialogregie von Sebastian Türk durch die Synchronfirma Iyuno-SDI Group Germany in Berlin.

### Hauptdarsteller
| Rolle           | Schauspieler    | Folgen           | Synchronsprecher |
| --------------- | --------------- | ---------------- | ---------------- |
| Maya Welasri    | Asri Welas      | 1–12             | Ilka Teichmüller |
| Melki           | Arie Kriting    | 1–12             |                  |
| Yos             | Abdur Arsyad    | 1–12             |                  |
| Oci             | Kiky Saputri    | 1–12             |                  |
| Sudung          | Boris Bokir     | 1–12             |                  |
| Randi Wiyansyah | Gilang Bhaskara | 1–12             |                  |
| Gita            | Nadya Arina     | 1–12             |                  |
| Damar           | Kevin Julio     | 2–9 & 11–12      |                  |
| Sani            | Randhika Djamil | 1–4, 7–9 & 11–12 |                  |

### Nebendarsteller
| Rolle                    | Schauspieler      | Folgen        | Synchronsprecher |
| ------------------------ | ----------------- | ------------- | ---------------- |
| Kiara Tirtoatmodjo       | Aurora Ribero     | 1, 6 & 10–11  | Peggy-Sue Emmler |
| Lala                     | Endhita           | 1, 6, 10 & 12 |                  |
| Thomas „Tommy“ Vermallen | Ryan Mac          | 1 & 11–12     |                  |
| Cassandra                | Gisella Anastasia | 2 & 12        |                  |
| Ellen Tirtoatmodjo       | Adinia Wirasti    | 6 & 10        |                  |

## Episodenliste
| Nr. | Deutscher Titel                           | Originaltitel                 | Erstveröffentlichung (Indonesien) | Deutschsprachige Erstveröffentlichung (D/A/CH) |
| --- | ----------------------------------------- | ----------------------------- | --------------------------------- | ---------------------------------------------- |
| 1   | Eingecheckt!                              | Check In!                     | 29. Okt. 2021                     | 5. Apr. 2023                                   |
| 2   | Yos geht viral                            | Coba Narsis, Buat Eksis       | 29. Okt. 2021                     | 5. Apr. 2023                                   |
| 3   | Der geheimnisvolle Fremde                 | Bahasa Inggris Bikin Meringis | 5. Nov. 2021                      | 5. Apr. 2023                                   |
| 4   | Geschäfte mit Gelüsten                    | Gara-gara Ngidam              | 12. Nov. 2021                     | 5. Apr. 2023                                   |
| 5   | Das Latamia und die Liebe                 | Tante Maya Jatuh Cinta        | 19. Nov. 2021                     | 5. Apr. 2023                                   |
| 6   | Melki, der Boss                           | Bos Melki                     | 26. Nov. 2021                     | 5. Apr. 2023                                   |
| 7   | Liebe, Leben und schlechte Entscheidungen | Perkara Jodoh Jadi Bodoh      | 3. Dez. 2021                      | 5. Apr. 2023                                   |
| 8   | Spukt's hier?                             | Di Hotel Ada Setan?           | 10. Dez. 2021                     | 5. Apr. 2023                                   |
| 9   | Missverständnisse                         | Salah Sangka                  | 17. Dez. 2021                     | 5. Apr. 2023                                   |
| 10  | Gäste gesucht                             | Bangkit Agar Tidak Pailit     | 24. Dez. 2021                     | 5. Apr. 2023                                   |
| 11  | Besondere Gäste                           | Tamu Istimewa                 | 31. Dez. 2021                     | 5. Apr. 2023                                   |
| 12  | Ausgecheckt!                              | Check Out!                    | 7. Jan. 2022                      | 5. Apr. 2023                                   |